# خاندان ساکای
خاندان ساکای (به ژاپنی: 酒井氏, Sakai-shi)، یکی از خاندان‌های ژاپنی بود که که ادعا می‌کرد از شاخه خاندان نیتا از خاندان میناموتو، که به نوبه خود از نوادگان امپراتور سیوا بودند.